# Геопургологія
Геопурголо́гія (від лат. Geo — Земля і грец. purgo — очищати) — науковий напрямок геоекології та екологічної геології по очищенню геологічного середовища від токсичних забруднень. Термін введений в 1997 р В. А. Корольовим.
Об'єктом її досліджень є ті чи інші забруднені компоненти геологічного середовища, а предметом вивчення — способи і закономірності їх очищування від екологічно шкідливих, токсичних забруднень. Геопургологія знаходиться в стадії свого формування. Практична спрямованість цього напрямку пов'язана з розробкою і впровадженням промислових технологій очищування та екологічного відновлення техногенно-забруднених територій

## Структура геопургологіі
Згідно з основними речовими елементами геологічного середовища, що підлягають очищування, тобто гірськими породами (природними і штучними), ґрунтами, підземними і, пов'язаними з ними, поверхневими водами, виділяються і відповідні розділи геопургологіі, що відрізняються об'єктами досліджень, а саме літопургологія, агропургологія і гідропургологія.
Літопургологія — розділ, що вивчає закономірності і способи очищення різних гірських порід (in situ) і штучних ґрунтів від екологічно шкідливих забруднень. Основні завдання літопургологіі полягають в розробці ефективних і раціональних способів очищування гірських порід і складених ними масивів від екологічно небезпечних і токсичних хімічних, біохімічних, біологічних (знезараження) та радіоактивних (дезактивація ґрунтів) компонентів з метою реабілітації забруднених територій для їх подальшого господарського і екологічно безпечного використання. 

Більшість екологічно небезпечних хімічних і біохімічних компонентів концентрується в високодисперсних породах. Тому головні завдання досліджень літопургологіі повинні бути спрямовані в першу чергу на вивчення саме цих порід. До радіаційних і біохімічних забруднень схильні будь-які типи порід, тому коло досліджуваних об'єктів літопургологіі є вельми широким: від скельних до дисперсних порід і утворених ними масивів.
Агропургологія — розділ, що вивчає закономірності і способи очищення ґрунтів від екологічно небезпечних забруднень. Головні завдання агропургологіі полягають в розробці способів очищення всіляких ґрунтів від екологічно шкідливих і токсичних хімічних, біохімічних і радіоактивних (дезактивація ґрунтів) забруднень з метою відновлення їх родючості та екологічної придатності для сільського господарства. У сучасних умовах багато з цих задач вирішуються в рамках агрохімії ґрунтів, однак предмет і завдання досліджень агрохімії ґрунтів набагато ширші, ніж агропургологіі, що має вузьку спрямованість. 

З іншого боку, агропургологія тісно примикає до рекультивації земель і ландшафтів — технічного і біологічного відновлення порушеного ґрунтового покриву або ландшафта (наприклад, при розробці кар'єрів тощо). Однак, рекультивація звичайно передбачає цілий комплекс відновлювальних заходів, включаючи планування, зняття або завезення ґрунтів, озеленення, благоустрій ландшафту тощо часто проводяться без робіт з очищення ґрунтів або ландшафту. На відміну від рекультивації земель саме ці проблеми і повинні вирішуватися агропургологією.
Гідропургологія — розділ вивчає закономірності і способи очищення від екологічно небезпечних забруднень підземних і пов'язаних з ними поверхневих вод, включаючи води морських акваторій. Основні завдання гідропургологіі зводяться до розробки надійних і ефективних способів очищення підземних і поверхневих вод від токсичних і екологічно шкідливих хімічних, біохімічних, біологічних, радіоактивних та інших компонентів з метою забезпечення екологічної придатності вод для їх безпечного використання та водоспоживання. Особливий вклад гідропургологія повинна внести у вирішення проблеми очистки поверхневих вод морських акваторій від нафтових забруднень, що утворюються в результаті аварій нафтових танкерів. 

Гідропургологія тісно примикає до робіт та досліджень по водоочистці і водоспоживанню. Однак, останні зазвичай проводяться на різноманітних технічних об'єктах водоспоживання (системах водозабір ів, водопровід ів тощо) або скидання стічних вод (каналізації , очисних спорудах тощо). На відміну від них гідропургологія розробляє питання очистки вод in situ, безпосередньо в водоносних горизонтах підземних вод або в поверхневих водоймах. Це більш складна проблема, оскільки керувати водоносними горизонтами в масивах порід набагато важче, ніж в системах водоспоживання.